# Consortin
Consortin (CNST) là protein ở người được mã hóa bởi gen CNST.